# Vendée Globe

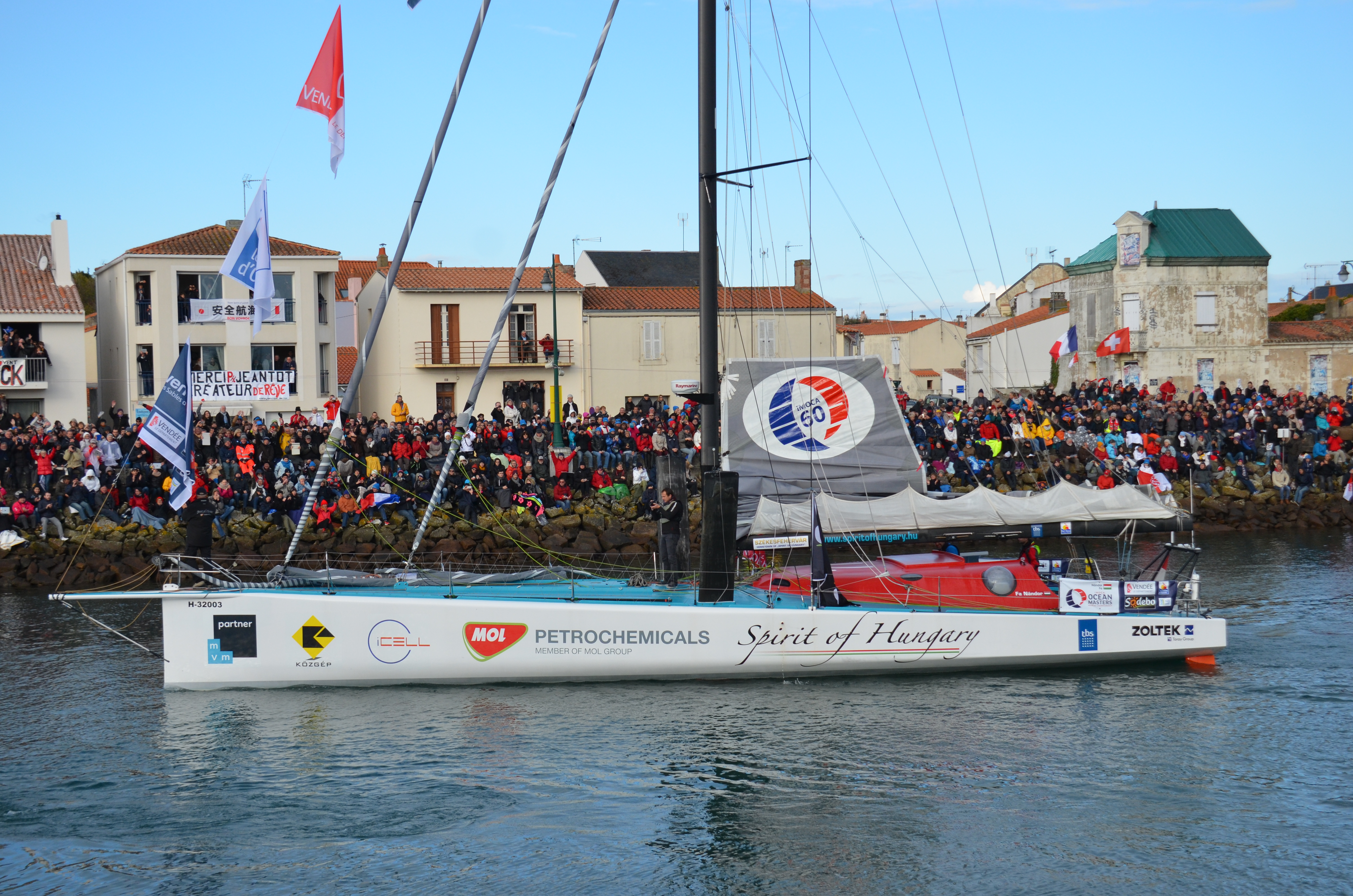
Fa Nándor magyar óceáni szólóvitorlázó Spirit of Hungary nevű hajójának startja Les Sables-d’Olonne-ból, a Vendée Globe 2016-2017 földkerülő versenyen

A Vendée Globe egy Föld körüli szólóvitorlás-verseny, amelyen non-stop, segítség és kikötési lehetőség nélkül halad a hajó. A versenyt Philippe Jeantot alapította 1989-ben, és 1992 óta négyévente tartják meg. A legutóbbi 2016-2017-es mezőny 2016. november 6-án rajtolt el.
A Vendée Globe egyedülálló a követelmények szigorúságában a földkerülő vitorlásversenyek között. Például a szintén egyszemélyes Velux 5 Oceans Race szakaszokban kerüli meg a Földet kikötési lehetőséggel. A Vendée Globe az uralkodó nézet szerint a hajózó ember legszélsőségesebb állóképességi próbája, és az óceáni versenyzés legkeményebb fajtája.

## A futam

### Története

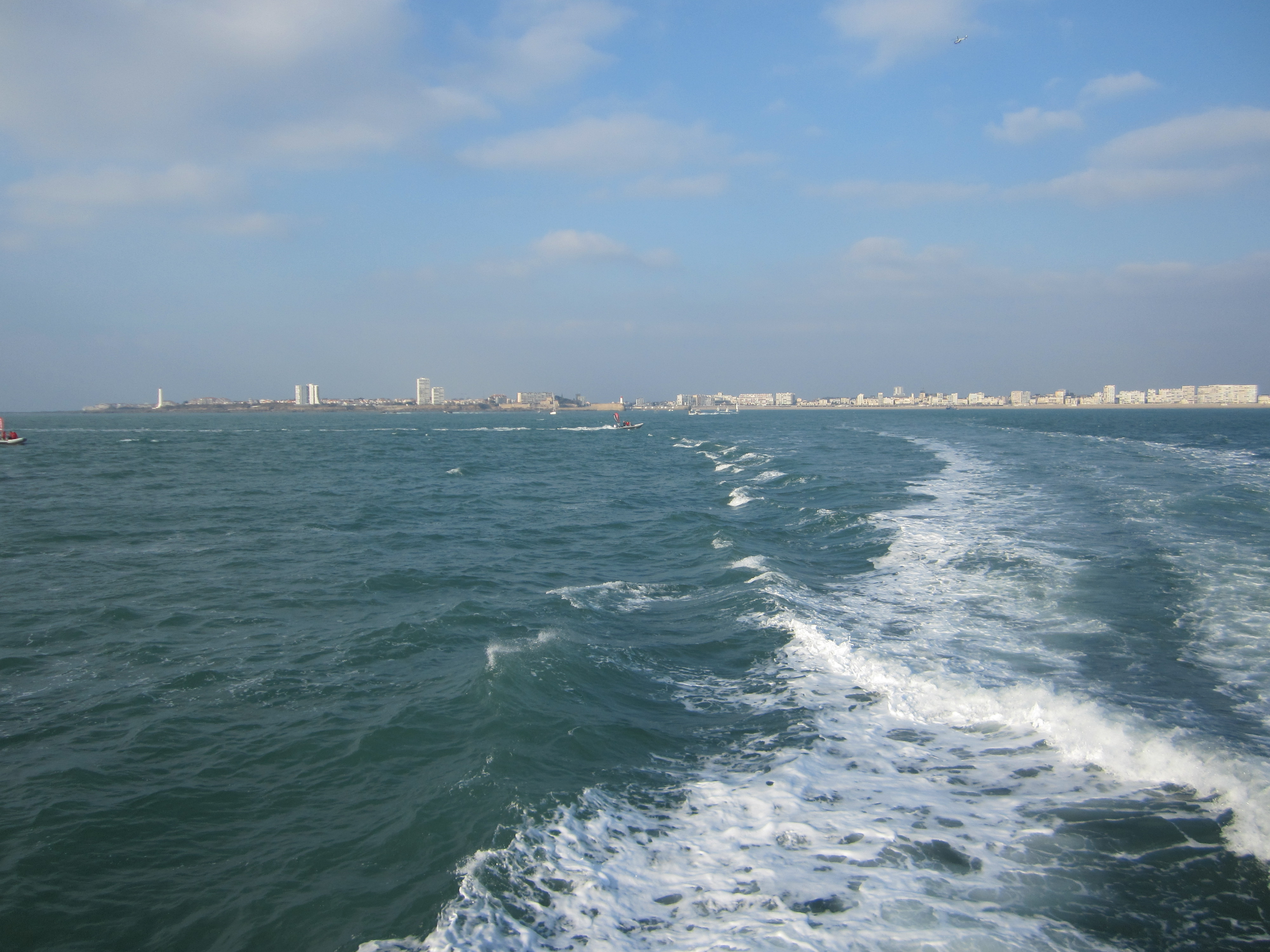
Les Sables-d’Olonne a Vendée Globe verseny start-cél kikötője a tenger felől

A versenyt 1989-ben alapította a francia vitorlázó Philippe Jeantot "Vendée Globe Challenge" név alatt. Jeantot két alkalommal (1982-1983 és 1986-1987-ben) megnyerte a BOC Challenge (jelenleg Velux 5 Oceans Race) nevű versenyt. Elégedetlen volt a verseny kereteivel, és úgy döntött, hogy létrehoz egy új, egyszemélyes, kikötési lehetőség nélküli földkerülő versenyt, amely a hajósok végső, legszélsőségesebb erőpróbája lesz. Az első versenyt 1989-1990-ben tartották meg, és Titouan Lamazou nyerte meg. Jeantot is részt vett a versenyen, negyedik helyezést elérve. A következő futam 1992-1993-ban volt, azóta pedig négyévente tartják meg.

### A versenyző vitorlás
A versenyen nyitott egytestű vitorlás hajók vehetnek részt, amelyek megfelelnek a 60 lábas (18,28 méteres) nyitott hajóosztály, az úgynevezett IMOCA 60 kritériumainak. 2004 előtt a versenyen részt vehettek az 50 lábas nyitott hajóosztály képviselői is. A Nyitott (Open) hajóosztályok szabályozatlanok sok szempontból, de van néhány fontos irányadó paraméter, úgymint a hajó teljes hossza, vázszerkezete, függelékek és a stabilitási előírás, valamint jó néhány biztonságra vonatkozó előírás.
Az IMOCA 60 hajók először az 1986-os BOC Challengen jelentek meg. Ezen a versenyen öt egyforma egytestű hajó sorakozott fel a newporti rajtnál. A hajók egységesen 18,28 méteresek voltak square top nagyvitorlával, 400 m2 feletti hátszélvitorlával (spinnaker(en)) és vízballaszt rendszerrel. Ezek voltak az IMOCA 60 hajóosztály első képviselői.

### Az útvonal

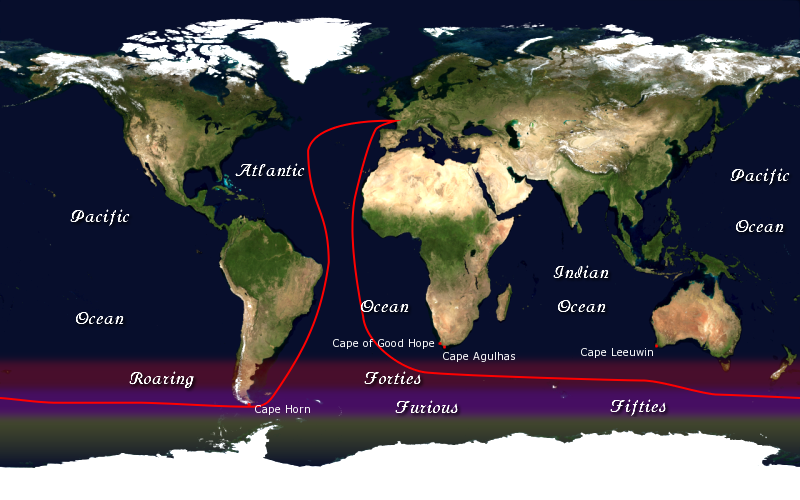
Vendée Globe 92-93 útvonala az „üvöltő negyveneseket” (roaring forties) és a még délebbre fekvő „dühöngő ötveneseket” (furious Fifties”) érintve a Déli-óceánon keresztül

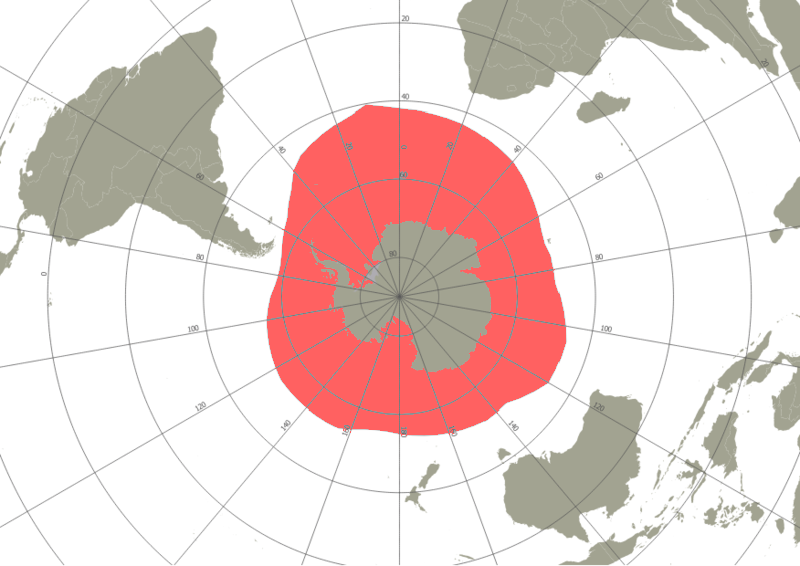
Pirossal jelölt tilalmi zóna, ahol nem hajózhattak a Vendée Globe 2016-2017 versenyzői

A verseny kiinduló és végpontja Les Sables-d’Olonne, amely Franciaország Vendée megyéjében található. Maga Les Sables-d’Olonne város és Vendée megye is hivatalos versenyszponzor. Az útvonal az úgynevezett klipper-útvonalat követi: Les Sables-d’Olonne-ból az Atlanti-óceánon le, délre, a Jóreménység fokáig; majd az óramutató járásával megegyező irányában haladás a déli tengereken az Antarktisz körül, megkerülve Cape Leeuwint és a Horn-fokot, majd vissza a Les Sables-d’Olonne-ba. A verseny általában novembertől februárig tart, és úgy időzítették, hogy a versenyzők a Déli-óceánt az ausztrál nyár alatt szeljék át. További fordulópontok iktathatóak a versenybe a biztonság érdekében (tekintettel a jéghegyekre, szélsőséges időjárási viszonyokra).
A versenyző lehorgonyozhat magán a tengeren, de nem köthet ki parton, sem másik hajóhoz. Nem kaphat külső segítséget, beleértve az időjárási viszonyokra vonatkozó és útvonal-információkat sem. Az egyetlen kivétel az, amikor a versenyző a verseny korai szakaszában találkozik problémával, visszatérhet a kiinduló kikötőbe javításra, majd újra indulhat a versenyen, de csak a verseny elrajtolásától számított 10 napon belül.
A verseny valóban nagy kihívás; leginkább a Déli-óceán szélsőséges szél- és hullámviszonyai jelentenek megpróbáltatást, azután a bármilyen segítség lehetősége nélküli hosszú idő, és az a tény, hogy a verseny a résztvevőket minden normális katasztrófaelhárítási lehetőségtől távolt tart. A résztvevők jelentős része a verseny után vissza is vonul, míg az 1996-1997-es versenyen a kanadai Gerry Roufs a tengerbe veszett. Ahhoz, hogy a kockázatokat mérsékeljék, a versenyzők kötelesek magukat alávetni egészségügyi és a túlélési tanfolyamnak. További feltétel egy korábbi, egyszemélyes óceáni versenyzés: akár egy egyszemélyes transz-óceáni vagy egy korábbi Vendée Globe verseny. A minősítő versenynek nem kevesebb mint 2500 mérföldet (4000 km), legalább 7 csomós (13 km/h) átlagos sebesség mellett kell bizonyítania.

## A futamok győztesei
Eddig csak francia nemzetiségű vitorlázók nyerték a versenyt. Sőt az első versenyt (1989-1990) csak francia vitorlázók fejezték be. Először a francia versenyzők közé legjobb ötödikként Fa Nándor furakodott be az 1992-1993-as versenyen.
A korábbi időcsúcs majdnem minden versenyen megdőlt.
| Kiadás | Év        | Hajóskapitány     | Nemzetiség | Hajó neve               | Futamidő                                  |
| ------ | --------- | ----------------- | ---------- | ----------------------- | ----------------------------------------- |
| 1      | 1989-1990 | Titouan Lamazou   | francia    | Écureuil d'Aquitaine II | 109 nap 08 h 47 min 55 s                  |
| 2      | 1992-1993 | Alain Gautier     | francia    | Bagages Superior        | 110 nap 17 h 20 min 08 s                  |
| 3      | 1996-1997 | Christophe Auguin | francia    | Geodis                  | 105 nap 20 h 31 min                       |
| 4      | 2000-2001 | Michel Desjoyeaux | francia    | PRB 3                   | 93 nap 03 h 57 min 32 s                   |
| 5      | 2004-2005 | Vincent Riou      | francia    | PRB 3                   | 87 nap 10 h 47 min 55 s                   |
| 6      | 2008-2009 | Michel Desjoyeaux | francia    | Foncia                  | 84 nap 03 h 09 min 08 s                   |
| 7      | 2012-2013 | François Gabart   | francia    | Macif                   | 78 nap 02 h 16 min 40 s                   |
| 8      | 2016-2017 | Armel Le Cléac'h  | francia    | Banque Populaire VIII   | 74 nap 03 h 35 min 46 s (aktuális csúcs)9 |

Különböző versenyrekordok:
- Legtöbb résztvevő: 2008-2009-es futam 30 hajó
- Legtöbb feladás: 2008-2009-es futam 19 hajó kiesett
- A legfiatalabb résztvevő: Alan Roura 23 évével a 2016-2017-es versenyen
- A legidősebb résztvevő: Rich Wilson 66 évesen a 2016-2017-es versenyen
- A legnagyobb számú külföldi résztvevő: a 2008-2009-es futam 13 versenyzővel
- A legnagyobb számú francia résztvevő: 2016-2017-es futam 20 versenyzővel

## A korábbi versenyek eredményei

### 1989–1990

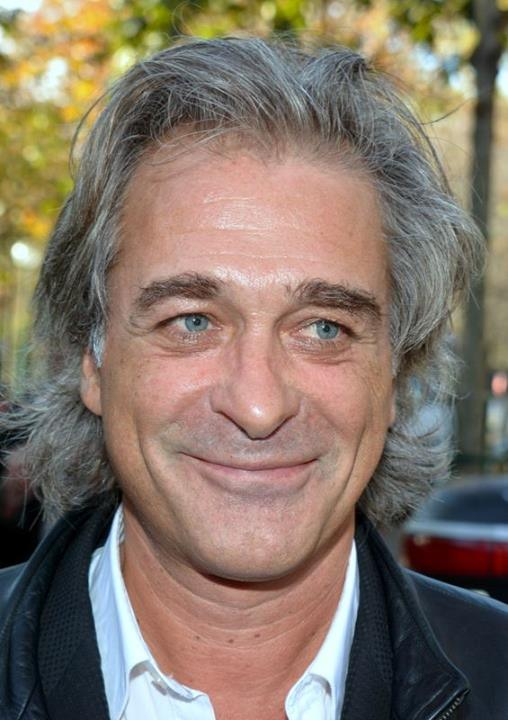
Titouan Lamazou az 1989-1990-es Vendée Globe győztese

A versenyt szinte a rajttól a későbbi győztes, Titouan Lamazou vezette az "Ecureuil d'Aquitaine II" hajóval. Philippe Jeantotot – a verseny megálmodóját – műszaki meghibásodások, majd kedvezőtlen szél hátráltatta, ami meghiúsította, hogy megnyerhesse a versenyt. Philippe Poupon a "Fleury Michon X" nevű hajójával felborult a Déli-óceánon, de szerencséjére Loick Peyron megmentette, aki végül a második helyen végzett.
Az 1989-1990-es verseny végeredményének táblázata:
| Hajóskapitány          | A vitorláshajó          | Idő                                       |
| ---------------------- | ----------------------- | ----------------------------------------- |
| Titouan Lamazou        | Ecureuil d'Aquitaine II | 109 nap 08h 48' 50"                       |
| Loïck Peyron           | Lada Poch               | 110 nap 01h 18' 06"                       |
| Jean-Luc Van Den Heede | 36.15 MET               | 112 nap 01h 14' 00"                       |
| Philippe Jeantot       | Crédit Agricole IV      | 113 nap 23h 47' 47"                       |
| Pierre Follenfant      | TBS-Charente Maritime   | 114 nap 21h 09' 06"                       |
| Alain Gautier          | Generali Concorde       | 132 nap 13h 01' 48"                       |
| Jean-François Coste    | Cacharel                | 163 nap 01h 19' 20"                       |
| Feladásra kényszerült  |                         |                                           |
| Patrice Carpentier     | Le Nouvel Observateur   | sérült robotpilóta (Falkland-szigeteknél) |
| Mike Plant             | Duracell                | külső segítséget kapott (Új-Zéland)       |
| Bertie Reed            | Grinaker                | sérült kormánylapát                       |
| Jean-Yves Terlain      | UAP                     | árbócprobléma                             |
| Philippe Poupon        | Fleury Michon X         | borulás                                   |
| Guy Bernardin          | O-Kay                   | fogfájás                                  |

### 1992–1993
A második verseny már nagy médiavisszhangot kapott. Az amerikai Mike Plant, aki már az első Vendée futamon is részt vett, a verseny felé tartva a tengerbe veszett. A hajóját később az Azori-szigetek mellett találták meg felborulva.
A verseny rendkívül rossz időjárási viszonyok között indult, s a Vizcayai-öbölből számos versenyző visszatért a startvonalra, hogy a megjavítsa a sérült hajóit, mielőtt újra elindult volna (csak a starthelyre való visszatérés megengedett a szabályok szerint). Négy nappal a rajt után Nigel Burgesst, a brit tengerészt holtan találták a vízben Cape Finisterre-nél, miután feltehetően a hajójából beleesett a vízbe.
Alain Gautier és Bertrand de Broc vezették a versenyt, amíg dél felé haladtak az Atlanti-óceánon. Azonban Új-Zélandon de Broc gerincproblémák miatt kénytelen volt feladni a versenyt. Gautier elsőként folytatta, Philippe Poupon pedig szorosan mögötte, ám közel a célhoz, Poupont árbóctörés hátráltatta, így Jean-Luc Van Den Heede ért be a második helyen.
Ötödikként, és a legjobb nem franciaként ért be a célba Magyarország képviselője, Fa Nándor.

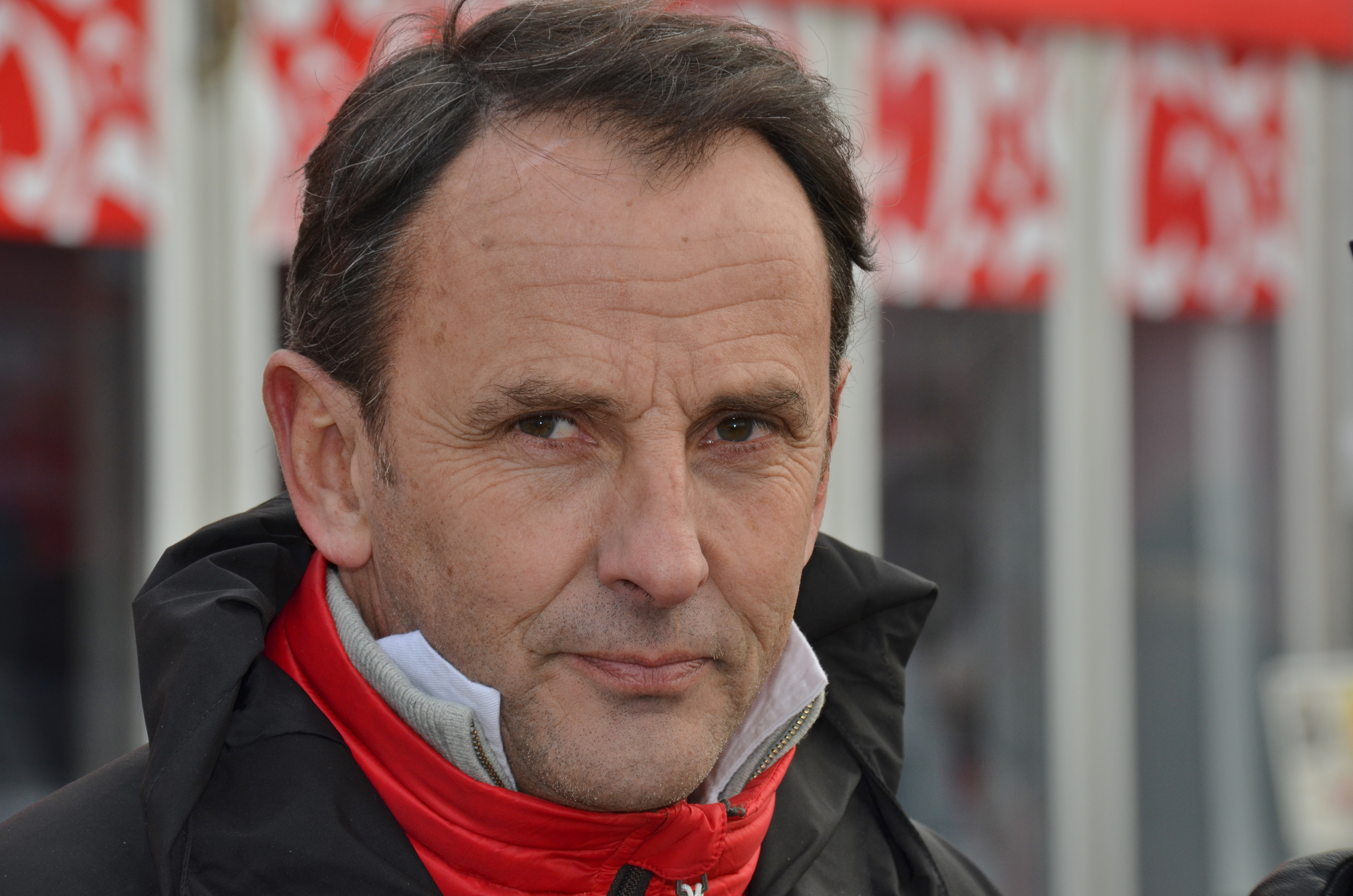
Alain Gautier 2017 januárjában

Az 1992-1993-as verseny végeredményének táblázata:
| Hajóskapitány          | A vitorláshajó              | Idő                              |
| ---------------------- | --------------------------- | -------------------------------- |
| Alain Gautier          | Bagages Superior            | 110 nap 02h 22' 35"              |
| Jean-Luc Van Den Heede | Groupe Sofap-Helvim         | 116 nap 15h 01' 11"              |
| Philippe Poupon        | Fleury-Michon X             | 117 nap 03h 34' 24"              |
| Yves Parlier           | Cacolac d'Aquitaine         | 125 nap 02h 42' 24"              |
| Fa Nándor              | K&H Banque Matáv            | 128 nap 16h 05' 04"              |
| José Luis de Ugarte    | Euskadi Europ 93 BBK        | 134 nap 05h 04' 00"              |
| Jean-Yves Hasselin     | PRB / Solo Nantes           | 153 nap 05h 14' 00"              |
| Feladásra kényszerült  |                             |                                  |
| Bernard Gallay         | Vuarnet Watches             | kötélzet problémái               |
| Vittorio Malingri      | Everlast / Neil Pryde Sails | elvesztett kormánylapát          |
| Bertrand de Broc       | Groupe LG                   | tőkesúly problémák               |
| Alan Wynne-Thomas      | Cardiff Discovery           | egészségügyi problémák           |
| Loïck Peyron           | Fujicolor III               | vitorlahiba                      |
| Thierry Arnaud         | Maître Coq / Le Monde       | felkészületlenség                |
| Nigel Burgess          | Nigel Burgess Yachts        | a tengerbe veszett               |
| Nem indult el          |                             |                                  |
| Mike Plant             | Coyote                      | indulás előtt a tengerbe veszett |

### 1996–1997
Egy újabb rossz időjárási viszonyokkal induló verseny. Még a Vizcayai-öbölben komoly sérülést szenvedett Fa Nándor és Didier Munduteguy hajója. Mások is visszatértek a startpontra a hajójuk javítására. A flotta többi része igyekezett a Déli-óceán felé, ahol egy második lemorzsolódás indult: Yves Parlier és Isabelle Autissier törött kormánylapát miatt kényszerültek a verseny feladására, így Christophe Auguint helyzetbe hozva, aki átvette a vezetést Dél felé.
A Déli-óceánon is rendkívül rossz időjárási viszonyokkal találták magukat szembe a versenyzők, amik újabb nehézségeket okoztak. Raphaël Dinelli hajója felborult, de szerencséjére Pete Goss kimentette. Ezután néhány órán belül még két másik hajó borult, őket ausztrál mentőcsapatok mentették ki. Végül megszakadt a rádiókapcsolat a kanadai tengerésszel Gerry Roufsszal, aki soha többé nem került elő, míg a hajója a chilei partokra sodródott hat hónappal később.
A versenyt Christophe Auguin nyerte meg. Catherine Chabaud hatodikként végzett, és ő volt az első nő, aki befejezte a versenyt
Pete Goss később megkapta a Francia Becsületrend Lovagja kitüntetést, amiért kimentette Raphaël Dinellit. A sok borulás miatt szigorítottak a biztonsági szabályokon, különösen a hajó biztonságát és stabilitását illetően.
Derek Lundy könyvét, amely az "Istenverte tenger: verseny a Föld legveszélyesebb vizein" (Godforsaken Sea: Racing the World's Most Dangerous Waters) címet viseli, az 1996-1997-es balesetekkel teli verseny ihlette, és kiválóan tudósít az emberfeletti megpróbáltatásokról.
Az 1996-1997-es verseny végeredményének táblázata:
| Hajóskapitány         | A vitorláshajó        | Idő                        |
| --------------------- | --------------------- | -------------------------- |
| Christophe Auguin     | Geodis                | 105 nap 20h 31' (új csúcs) |
| Marc Thiercelin       | Crédit Immobilier     | 113 nap 08h 26'            |
| Hervé Laurent         | Groupe LG-Traitmat    | 114 nap 16h 43'            |
| Éric Dumont           | Café Legal-Le Goût    | 116 nap 16h 43'            |
| Pete Goss             | Aqua Quorum           | 126 nap 21h 25'            |
| Catherine Chabaud     | Whirlpool-Europe 2    | 140 nap 04h 38'            |
| Feladásra kényszerült |                       |                            |
| Isabelle Autissier    | PRB                   | törött kormánylapát        |
| Yves Parlier          | Aquitaine Innovations | törött kormánylapát        |
| Bertrand de Broc      | Pommes Rhône Alpes    | borulás                    |
| Tony Bullimore        | Exide Challenger      | borulás                    |
| Thierry Dubois        | Amnesty International | borulás                    |
| Fa Nándor             | Budapest              | ütközés                    |
| Didier Munduteguy     | Club 60è Sud          | árbóctörés                 |
| Raphaël Dinelli       | Algimouss             | borulás                    |
| Patrick de Radiguès   | Afibel                | partra vetődés             |
| Gerry Roufs           | Groupe LG2            | eltűnt a tengeren          |

### 2000–2001
Főképpen az 1996-1997-es versenyen bekövetkezett balesetek és tragédiák miatt új biztonsági előírások léptek életbe, amelyeket először ezen a versenyen alkalmaztak. Összességében sikeresnek bizonyultak a szigorítások, bár jó néhány hajó most is feladta a versenyt, de egy sem tűnt el.
Ezen a versenyen indult a valaha volt legfiatalabb vitorlázó, Ellen MacArthur, aki 24 évesen komoly médiafigyelmet kapott az egyedi építésű hajójával, a Kingfisherrel együtt.
Kezdetben Yves Parlier volt az első helyen, és 2000. december 10-én 430 tengeri mérfölddel megdöntötte az egynapos (24 órás) szólóvitorlázási távolsági csúcsot, amivel az újságok szalagcímére került. Parlier hamarosan Michel Desjoyeaux támadásai alá került, aki aztán át is vette a vezetést. Parlier azután az árbócát is vesztette, miközben megpróbálta befogni Michel Desjoyeauxt, valamint elvesztette a kapcsolatot a verseny szervezőivel, így MacArthurnak kellett a segítségére indulnia. MacArthur újra folytathatta a versenyt, amikor Parlierel a kapcsolat helyreállt, és sikerült megtartania a negyedik helyét.
Desjoyeaux előnyét 600 mérföldre (970 km) növelte a Horn-fokig, majd MacArthur fokozatosan csökkentette a távot köztük, így feljött a második helyre. Az Atlanti-óceán egyenlítői területéig (Doldrums) utol is érte Desjoyeaux-t, és a szélcsendes, majd változó szélviszonyok közepette a két versenyző többször is váltotta a vezető pozíciót.
MacArthur győzelmi esélyei elvesztek, amikor nekiütközött egy félig elsüllyedt konténernek, és kénytelen volt javításokat végezni a hajón.
Desjoyeaux és hajója, a francia lobogó alatt hajózó PRB végül 93 nap 3 óra és 57 perces idővel megnyerte a versenyt, MacArthur és hajója, a Nagy-Britannia zászlaja alatt futó Kingfisher a második helyen végzett 94 nap 4 óra és 25 perc alatt, valamint Roland Jourdain és Sill Matines La potagère is a francia zászló alatt hajózva a harmadik helyen végeztek 96 nap 1 órás 2 perces idővel. MacArthur rengeteg elismerést kapott, és nagyon sok különleges címet megszerzett, mint pl. a valaha volt legfiatalabb Vendée Globe versenyző, aki befejezte a futamot, leggyorsabb vitorlázó hölgy a Föld körül, és a második szólóvitorlázó, aki kevesebb mint 100 nap alatt kerülte meg a Földet.
Parlier mindeközben Új-Zéland közelében horgonyzott, de nem adta fel a versenyt. Sikerült készítenie egy új szénszálas árbócot a korábbi töröttből, amivel végül befutott, és sikerült hivatalos helyezést elérnie.

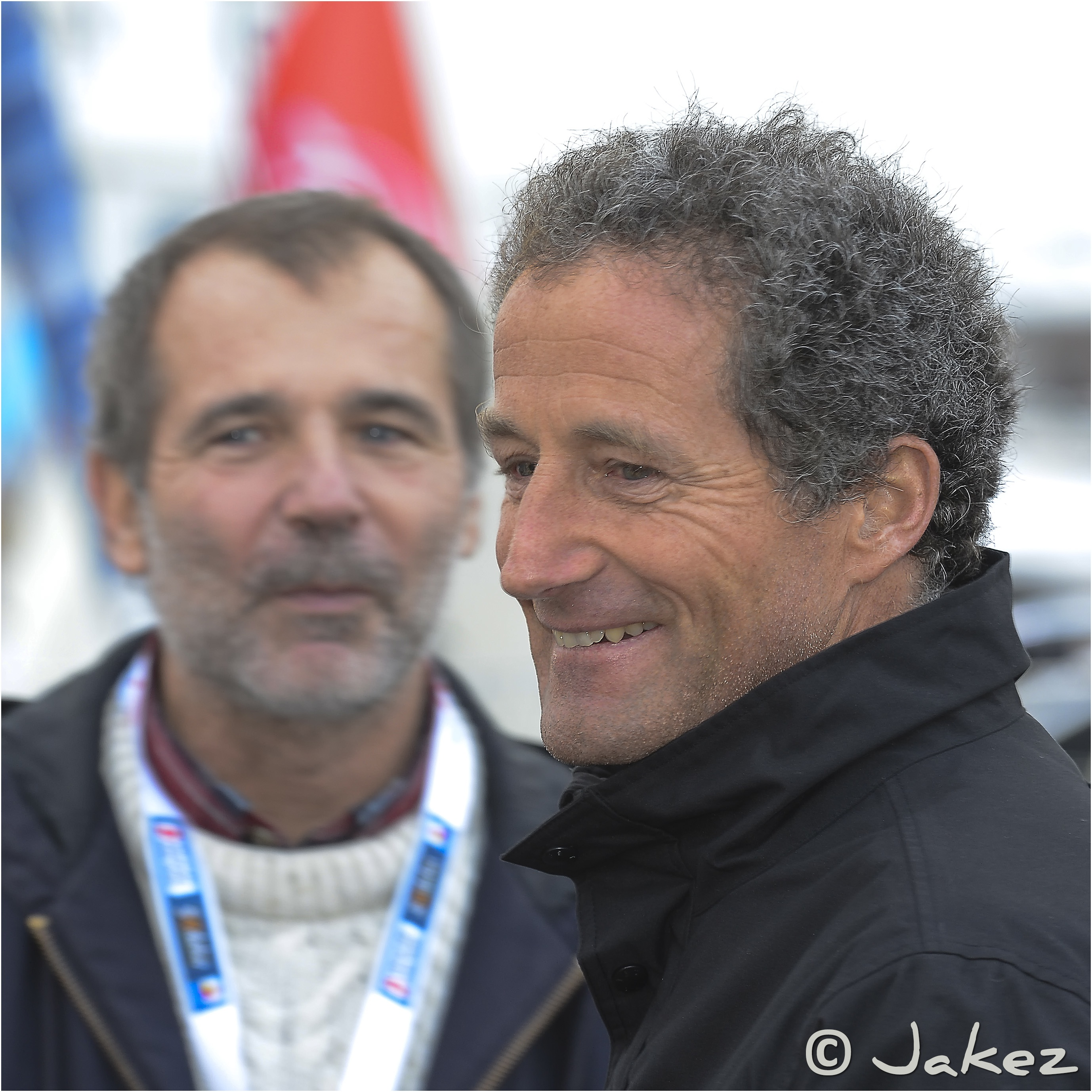
Michel Desjoyeaux 2012-ben a Vendée Globeon

A 2000-2001-es verseny végeredményének táblázata:
| Hajóskapitány         | A vitorláshajó                                 | Idő                         |
| --------------------- | ---------------------------------------------- | --------------------------- |
| Michel Desjoyeaux     | PRB                                            | 93n 3h 57' (új csúcs)       |
| Ellen MacArthur       | Kingfisher                                     | 94n 4h 25'                  |
| Roland Jourdain       | Sill Matines La potagère                       | 96n 1h 2'                   |
| Marc Thiercelin       | Active Wear                                    | 102n 20h 37'                |
| Dominique Wavre       | Union bancaire Privée                          | 105n 2h 45'                 |
| Thomas Coville        | Sodébo                                         | 105n 7h 24'                 |
| Mike Golding          | Team Group 4                                   | 110n 16h 22'                |
| Bernard Gallay        | Voilà.fr                                       | 111n 16h 7'                 |
| Josh Hall             | Gartmore                                       | 111n 19h 48'                |
| Joé Seeten            | Chocolats du Monde                             | 115n 16h 46'                |
| Patrice Carpentier    | VM Matériaux                                   | 116n 0h 32'                 |
| Simone Bianchetti     | Aquarelle.com                                  | 121n 1h 28'                 |
| Yves Parlier          | Aquitaine Innovations                          | 126n 23h 36                 |
| Didier Munduteguy     | DDP / 60e Sud                                  | 135n 15h 17'                |
| Pasquale de Gregorio  | Wind Telecommunicazioni                        | 158n 2h 37'                 |
| Feladásra kényszerült |                                                |                             |
| Catherine Chabaud     | Whirlpool                                      | árbóctörés                  |
| Thierry Dubois        | Solidaires                                     | elektronikus meghibásodás   |
| Raphaël Dinelli       | Sogal Extenso                                  | sérült kormánylapát         |
| Fyodor Konyukhov      | Modern Univ./Humanities                        | feladta                     |
| Javier Sansó          | Old Spice                                      | feladta                     |
| Éric Dumont           | Euroka Services                                | sérült kormánylapát         |
| Richard Tolkien       | This Time – Argos – Help For Autistic Children | gömbcsukló rendszer sérülés |
| Bernard Stamm         | Armor-Lux/foies Gras                           | kormányműhiba               |
| Patrick de Radiguès   | Libre Belgique                                 | partra vetődés              |

### 2004–2005
A 2004-2005-ös verseny indítását a becslések szerint mintegy 300 000 ember figyelte a helyszínen, amely kellemes időjárási körülmények között rajtolt el. A gyors indulást apróbb felszerelési problémák követték csak, így első versenyzők 10 nap után keltek át az egyenlítőn. Ez három nappal korábban történt meg, mint az előző versenyen, és még minden vitorlás versenyben volt.
A résztvevők fogyása akkor kezdődött, amikor a Déli Óceánon elérték az „üvöltő negyveneseket”: Alex Thomson Fokváros felé vette az irányt, hogy külső segítség nélküli javításokat végezzen a hajóján, majd folytatta a versenyzést. A versenyző flotta újabb és újabb problémákkal szembesült. Hervé Laurent kormánylapát problémák miatt visszalépett, Thomson elhagyta azt, míg Conrad Humphreys lehorgonyzott hogy megjavítsa kormánylapátját. A műszaki eszközök meghibásodásai és a visszalépések folytatódtak, ráadásul a versenyzők olyan területre érkeztek, ahol jéghegyek voltak, és Sébastien Josse frontálisan jégheggyel ütközött.
A vezető pozíció többször változott mire a flotta újra elérte az Atlanti-Óceánt. A verseny szoros maradt egészen a végéig, amelynek befutóját három hajó 29 órán belül teljesítette.

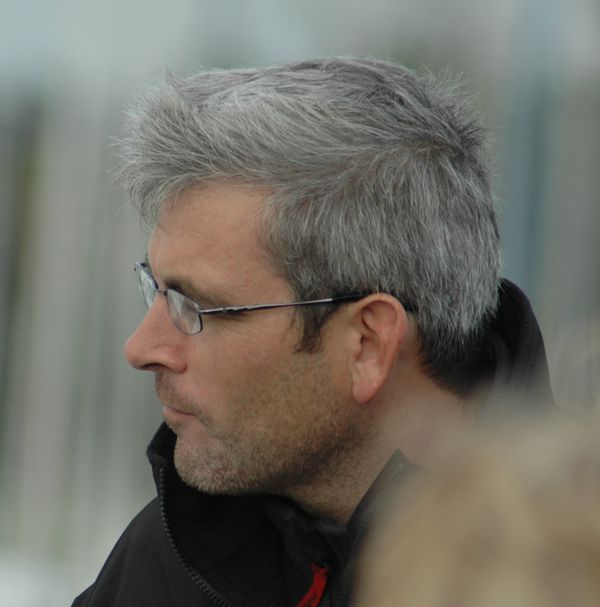
Vincent Riou 2006-ban

A 2004-2005-ös verseny végeredményének táblázata:
| Hajóskapitány         | A vitorláshajó              | Idő                        |
| --------------------- | --------------------------- | -------------------------- |
| Vincent Riou          | PRB                         | 87n 10h 47' 55" (új csúcs) |
| Jean Le Cam           | Bonduelle                   | 87n 17h 20' 8"             |
| Mike Golding          | Ecover                      | 88n 15h 15' 13"            |
| Dominique Wavre       | Temenos                     | 92n 17h 13' 20"            |
| Sébastien Josse       | VMI                         | 93n 0h 2' 10"              |
| Jean-Pierre Dick      | Virbac-Paprec               | 98n 3h 49' 38"             |
| Conrad Humphreys      | Hellomoto                   | 104n 14h 32' 24"           |
| Joé Seeten            | Arcelor Dunkerque           | 104n 23h 2' 45"            |
| Bruce Schwab          | Ocean Planet                | 109n 19h 58' 57"           |
| Benoît Parnaudeau     | Max Havelaar / Best Western | 116n 1h 6' 54"             |
| Anne Liardet          | ROXY                        | 119n 5h 28' 40"            |
| Raphaël Dinelli       | AKENA Vérandas              | 125n 4h 7' 14"             |
| Karen Leibovici       | Benefic                     | 126n 8h 2' 20"             |
| Feladásra kényszerült |                             |                            |
| Marc Thiercelin       | Pro-Form                    | műszaki problémák          |
| Roland Jourdain       | Sill Véolia                 | tőkesúly probléma          |
| Alex Thomson          | Hugo Boss                   | a fedélzet kilyukadása     |
| Patrice Carpentier    | VM Matériaux                | törött boom                |
| Nick Moloney          | Skandia                     | tőkesúlyvesztés            |
| Hervé Laurent         | UUDS                        | kormánylapát sérülés       |
| Norbert Sedlacek      | Brother                     | tőkesúly probléma          |

### 2008–2009
A 2008-as Vendée Globe 2008. november 9-én rajtolt el. A Déli Óceánon Jean Le Cam elveszítette a hajója tőkesúlyát, majd felborult, ami nagy hatással volt a végső sorrendre. Vincent Riout felé irányították, aki meg is találta a felborult hajót és megpróbálta kimenteni. Le Cam hajója körül körözött, és biztonsági kötelet dobott neki, de három sikertelen próbálkozás után Riou közelebb ment, és végül ki is mentette Le Camot, de közben neki is megsérült az árbóca. Riou emiatt feladni kényszerült a versenyt, de utólag jogorvoslatként megítélték neki a verseny harmadik helyét, mert kitért, hogy segítse a felborult hajó életveszélyben lévő kapitányát.
A 2008-as Vendée Globeot Michel Desjoyeaux nyerte, aki új csúcsot állított fel a 84 nap 3 óra 9 perc és 8 másodperces idejével. Ezzel egyedüliként immár másodszor nyerte meg a versenyt.
A 2008-2009-es verseny végeredményének táblázata:
| Hajóskapitány          | A vitorláshajó             | Idő |
| ---------------------- | -------------------------- | --- |
| Michel Desjoyeaux      | Foncia                     | 84n 3h 9' 8" (új csúcs)                                                                                              |
| Armel Le Cléac'h       | Brit Air                   | 89n 9h 39' 35" |
| Vincent Riou           | PRB                        | utólag megítélt 3. hely, mert Jean Le Cam mentése során megsérült a hajója árbóca, és feladni kényszerült a versenyt |
| Marc Guillemot         | Safran                     | 95n 3h 19' 36" |
| Samantha Davies        | Roxy                       | 95n 4h 39' 1" |
| Brian Thompson         | Bahrain Team Pindar        | 98n 20h 29' 55" |
| Dee Caffari            | Aviva                      | 99n 1h 10' 57" |
| Arnaud Boissières      | Akena Verandas             | 105n 2h 33' 50" |
| Steve White            | Toe In The Water           | 109n 0h 36' 55" |
| Rich Wilson            | Great American III         | 121n 0h 41' 19" |
| Raphaël Dinelli        | Fondation Ocean Vital      | 125n 2h 32' 24" |
| Norbert Sedlacek       | Nauticsport-Kapsch         | 126n 5h 31' 56" |
| Feladásra kényszerült  |                            | |
| Vincent Riou           | PRB                        | 59. nap: árbóc sérülés. Utólagos ítélet: 3. helyezés                                                                 |
| Roland Jourdain        | Veolia Environnement       | 85. nap: tőkesúlyvesztés                                                                                             |
| Jean Le Cam            | VM Matériaux               | 58. nap: tőkesúly-ballaszt vesztés, borulás                                                                          |
| Jonny Malbon           | Artemis                    | 56. nap: fővitorla sérülés                                                                                           |
| Jean-Pierre Dick       | Paprec-Virbac 2            | 53. nap: elvesztett kormánylapát                                                                                     |
| Derek Hatfield         | Algimouss Spirit of Canada | 50. nap: törött szálingok                                                                                            |
| Sébastien Josse        | BT                         | 50. nap: törött kormánymű                                                                                            |
| Yann Eliès             | Generali                   | 40. nap: combcsonttörés                                                                                              |
| Mike Golding           | Ecover 3                   | 38. nap: árbóctörés                                                                                                  |
| Jean-Baptiste Dejeanty | Groupe Maisonneuve         | 37. nap: felhúzókötelek hibája, robotpilóta hiba                                                                     |
| Loïck Peyron           | Gitana Eighty              | 36. nap: árbóctörés                                                                                                  |
| Bernard Stamm          | Cheminées Poujoulat        | 36. nap: zátonyra futás                                                                                              |
| Dominique Wavre        | Temenos                    | 35. nap: sérült tőkesúly alap (box)                                                                                  |
| Unai Basurko           | Pakea Bizkaia              | 28. nap: sérült kormánylapát alap                                                                                    |
| Jérémie Beyou          | Delta Dore                 | 17. nap: sérült kötélzet                                                                                             |
| Alex Thomson           | Hugo Boss                  | 6. nap: hajótest repedése                                                                                            |
| Yannick Bestaven       | Energies Autour du Monde   | 4. nap: árbóctörés                                                                                                   |
| Marc Thiercelin        | DCNS                       | 4. nap: árbóctörés                                                                                                   |
| Kito de Pavant         | Groupe Bel                 | 4. nap: árbóctörés                                                                                                   |

### 2012–2013
A 2012-es Vendée Globe verseny 2012. november 10-én rajtolt el. A verseny többször megdőlt az egynapos (24 órás) szólóvitorlázási távolsági csúcs más-más résztvevő által. Armel Le Cléac'h (Banque Populaire) új legrövidebb időrekordot állított fel a Jóreménység fokáig, míg François Gabart (Macif) új rekordott döntött a Leeuwin-fok (Ausztrália) és a Horn-fok eléréseben. 2013. január 27-én pedig Gabart – elsőként befutva a célba – új Vendée Globe rekordot állított fel a Föld 78 napon belüli körülhajózásával. Az első és a második versenyző beérkezése között 3 óra és 17 perc telt el, ami ugyanúgy a legkisebb intervallum az első és a második versenyző beérkezése között a verseny történetében.
A 2012-2013-as verseny végeredményének táblázata:
| Hajóskapitány           | A vitorláshajó                             | Idő |
| ----------------------- | ------------------------------------------ | --- |
| François Gabart         | Macif                                      | 78n 2h 16' 40" (new record)                                                                                                 |
| Armel Le Cléac’h        | Banque Populaire                           | 78d 5h 33' 52" |
| Alex Thomson            | Hugo Boss                                  | 80n 19h 23' 43" |
| Jean-Pierre Dick        | Virbac-Paprec 3                            | 86n 3h 3' 40" |
| Jean Le Cam             | SynerCiel                                  | 88n 0h 12’ 58" |
| Mike Golding            | Gamesa                                     | 88n 6h 36' 26" |
| Dominique Wavre         | Mirabaud                                   | 90n 3h 14' 42" |
| Arnaud Boissières       | Akena Vérandas                             | 91n 2h 09' 02" |
| Bertrand De Broc        | Votre Nom autour du Monde avec EDM Projets | 92n 17h 10' 14" (beletartozik 12órás büntetés a biztonsági víztartalék használata miatt)                                    |
| Tanguy De Lamotte       | initiatives cœur                           | 98n 21h 56' 10" |
| Alessandro Di Benedetto | Team Plastique                             | 104n 02h 34' 30" |
| Feladásra kényszerült   |                                            | |
| Javier Sanso            | Acciona 100% EcoPowered                    | 84. nap: borulás |
| Bernard Stamm           | Cheminées Poujoulat                        | 51. nap: diszkvalifikálás külső segítség igénybevétele miatt. Mindazonáltal a versenyt 88nap 10óra 27' 50" alatt fejezte be |
| Vincent Riou            | PRB                                        | 14. nap: ütközés miatt a kötélzet (outer rig) megsérült                                                                     |
| Zbigniew Gutkowski      | Energa                                     | 11. nap: a robotpilóta elektromos problémák miatt felmondta a szolgálatot                                                   |
| Jérémie Beyou           | Maître CoQ                                 | 9. nap: törött tőkesúly bak                                                                                                 |
| Samantha Davies         | Savéol                                     | 5. nap: árbóctörés |
| Louis Burton            | Bureau Vallée                              | 3. nap: ütközés |
| Kito de Pavant          | Groupe Bel                                 | 2. nap: ütközés |
| Marc Guillemot          | Safran                                     | 1. nap: sérült tőkesúly |

### 2016–2017
A 2016-2017-es Vendée Globe verseny 2016. november 6-án rajtolt el. Ez volt a nyolcadik verseny, és tíz országból 29 versenyző indult el.

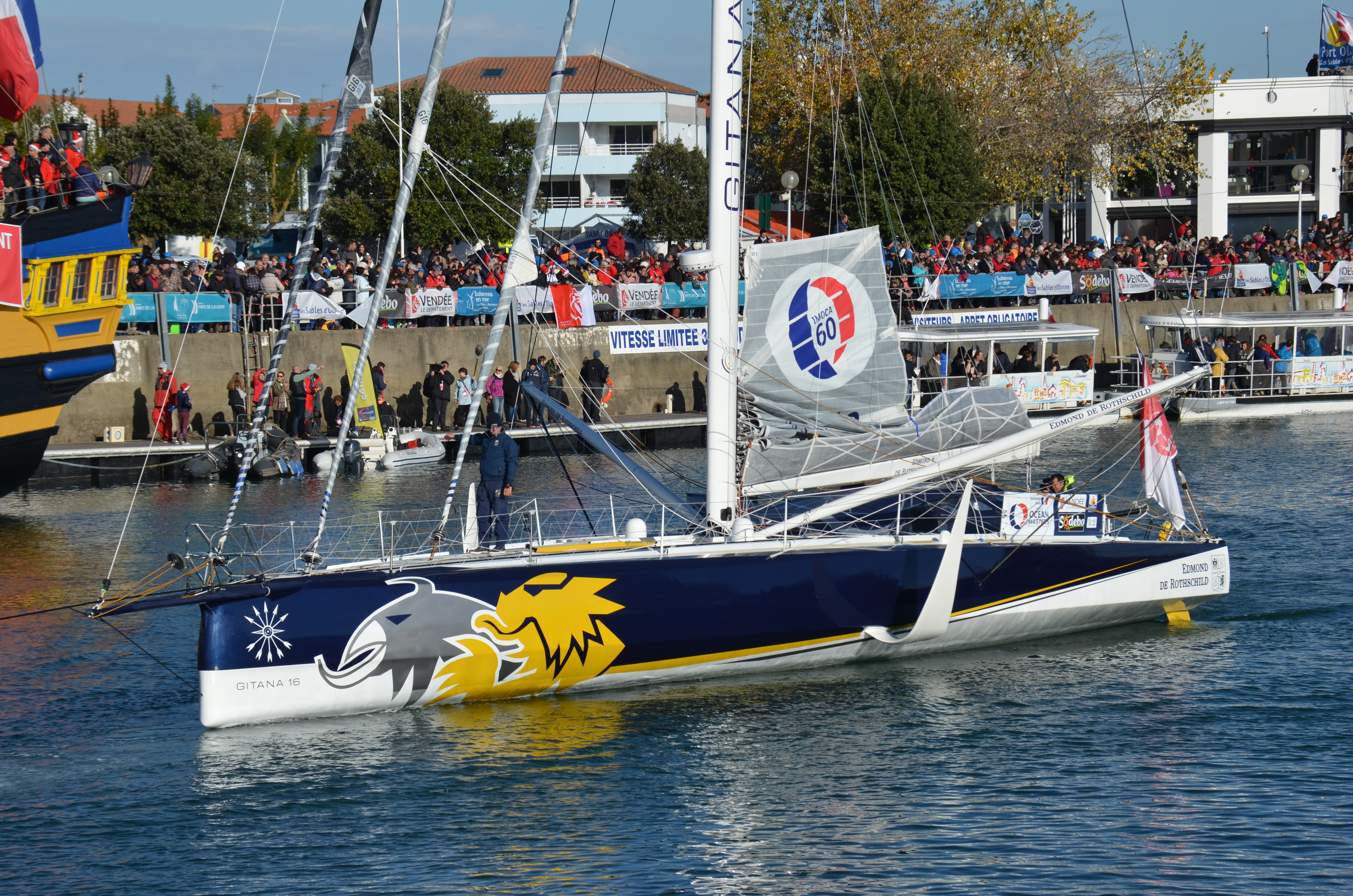
Egyike az új "bajszos" hajóknak, amely részt vett a versenyen

Most engedélyezték először új technikai változtatásként a dinamikus támasz uszonypár (bajszok) alkalmazását. Az újítás egy a hajó mindkét oldalán kialakított mozgatható uszonypár (bajusz), mely a profilja folytán keletkező felhajtó erő segítségével fejt ki hasznos nyomatékot. Az uszony mozgatásával pozicionálható az ideális helyzetbe, vagy húzható vissza. Ilyen szélsőséges körülmények között ez a megoldás most először vizsgázott.
Végül az első négy helyezett mind ezt a technikai újítást használta, ezáltal is nyilvánvalóvá téve, hogy megkerülhetetlen a használata a többiek részére is. A futam győztese Armel Le Cléac'h lett, 2017. január 19-én befejezve a versenyt. Új csúcs született: 74 nap, három óra és 35 perc kellett a leggyorsabb Földkerüléshez. Más csúcsok is megdőltek a verseny folyamán: így az egytestű vitorlás hajó által 24 óra alatt megtett legnagyobb távolság, a leggyorsabb dél felé tartó átkelés az Egyenlítőn és a Jóreménység Fokán Alex Thomson által. A győztes Armel le Cleac'h pedig megdöntötte a Cape Leeuwin-fok, a Horn-fok és az Egyenlítő (észak felé) való elérésében.
Ezen a versenyen szerepelt az eddigi legfiatalabb és a legidősebb hajós, akik be is fejezték azt – egymást követő napon befutva. Alan Roura 23 éves volt a verseny idején, míg Rich Wilson 66 éves múlt. Conrad Colman árbóctörést szenvedett 715 tengeri mérföldre a céltól, emiatt szükségvitorlázatot használt, kifutott az élelmiszer tartalékaiból és villamos energiából, mégis két héttel később célba ért. Teljesítményét fokozza a tény, hogy a hajó – "Foresight Natural Energy" műszaki eszközei kizárólag megújuló energiaforrásokra támaszkodtak. Ezek hidrogenerátorok és napelemek voltak, amikkel villamos energiát állított elő. Colman volt az első hajós, aki a Vendée Globeot úgy fejezte be, hogy a hajó fedélzetén nem volt fosszilis tüzelőanyag.
A 2016-2017-es verseny végeredményének táblázata:
| Hajóskapitány         | A vitorlshajó                             | Vízre bocsátás ideje/tervező              | Idő                                                                     |
| --------------------- | ----------------------------------------- | ----------------------------------------- | ----------------------------------------------------------------------- |
| Armel Le Cléac'h      | Banque Populaire VIII §                   | 2015. június/VPLP-Verdier                 | 74nap 03h 35' 46" (új, máig érvényes csúcs)                             |
| Alex Thomson          | Hugo Boss §                               | 2015. szeptember/VPLP-Verdier             | 74n 19h 35' 15"                                                         |
| Jérémie Beyou         | Maître CoQ §                              | 2010. szeptember/VPLP-Verdier             | 78n 06h 38' 40"                                                         |
| Jean-Pierre Dick      | StMichel-Virbac §                         | 2015. szeptember/VPLP-Verdier             | 80n 01h 45' 45"                                                         |
| Yann Eliès            | Quéguiner – Leucémie Espoir               | 2007. augusztus/VPLP-Verdier              | 80n 03h 11' 09"                                                         |
| Jean Le Cam           | Finistère Mer Vent                        | 2007. január/Farr                         | 80n 04h 41' 54"                                                         |
| Louis Burton          | Bureau Vallée                             | 2006. szeptember/Farr                     | 87n 19h 45' 49"                                                         |
| Fa Nándor             | Spirit Of Hungary                         | 2014. április/Fa Nándor és Déry Attila    | 93n 22h 52' 09"                                                         |
| Éric Bellion          | Comme un Seul Homme                       | 2008. május/Finot-Conq                    | 99n 04h 56' 20"                                                         |
| Arnaud Boissières     | La Mie Câline                             | 2007. február/Farr                        | 102n 20h 24' 09"                                                        |
| Fabrice Amedeo        | Newrest – Matmut                          | 2007. július/Farr                         | 103n 21h 01' 00"                                                        |
| Alan Roura            | La Fabrique                               | 2000. július/Pierre Rolland               | 105n 20h 10' 32"                                                        |
| Rich Wilson           | Great American IV                         | 2006. szeptember/Owen Clarke              | 107n 00h 48' 18"                                                        |
| Didac Costa           | One Planet One Ocean                      | 2000. január/Owen Clarke                  | 108n 19h 50' 45"                                                        |
| Romain Attanasio      | Famille Mary – Etamine Du Lys             | 1998. január/Marc Lombard                 | 109n 22h 04' 00"                                                        |
| Conrad Colman         | Foresight Natural Energy                  | 2005. január/Lavranos-Artech              | 110n 01h 58' 41"                                                        |
| Pieter Heerema        | No Way Back §                             | 2015. augusztus/VPLP-Verdier              | 116n 09h 24' 12"                                                        |
| Sébastien Destremau   | TechnoFirst – FaceOcean                   | 1998. január/Finot                        | 124n 12h 38' 18"                                                        |
| Feladásra kényszerült |                                           |                                           |                                                                         |
| Enda O’Coineen        | Kilcullen Voyager – Team Ireland          | 2007. augusztus/Owen Clarke & Clay Oliver | 56. nap: árbóctörés 180 tengeri mélföldre délkeletre Új Zélandtól       |
| Paul Meilhat          | SMA                                       | 2011. január/VPLP-Verdier                 | 49. nap: tőkesúly hidraulika megsérült                                  |
| Thomas Ruyant         | Le Souffle Du Nord Pour Le Projet Imagine | 2007. január/VPLP-Verdier                 | 44. nap: sérült hajótest azonosítatlan objektummal történt ütközés után |
| Stéphane Le Diraison  | Compagnie Du Lit – Boulogne Billancourt   | 2007. január/Finot-Conq                   | 41. nap: árbóctörés 950 tengeri mérföldre Ausztráliától                 |
| Sébastien Josse       | Edmond De Rothschild §                    | 2015. augusztus/VPLP-Verdier              | 30. nap: támasz uszonypár sérülés – Délre Ausztráliától                 |
| Kito de Pavant        | Bastide Otio                              | 2010. május/VPLP-Verdier                  | 30. nap: tőkesúly sérülés – Crozet szigetektől északra                  |
| Kojiro Shiraishi      | Spirit Of Yukoh                           | 2007. január/Farr                         | 27. nap: árbóccsúcs sérülés – délre a Jóreménység fokától               |
| Tanguy De Lamotte     | Initiatives-Cœur                          | 2006. szeptember/Farr                     | 23. nap: árbóccsúcs sérülés – északra a Cape Verde foktól               |
| Morgan Lagravière     | Safran §                                  | 2015. március/VPLP-Verdier                | 19. nap: kormánylapát sérülés – Atlanti Óceán déli része                |
| Vincent Riou          | PRB                                       | 2010. március/VPLP-Verdier                | 17. nap: sérült tőkesúly – Atlanti Óceán déli része                     |
| Bertrand De Broc      | MACSF                                     | 2007. július/Finot-Conq                   | 14. nap: sérült tőkesúly                                                |

§ – dinamikus támasz uszonypárral (bajszok) felszerelt hajók.

### 2020–2021
A 2020-2021-es Vendée Globe  2020. november 8. du. 1:02 (CET)-kor rajtolt el. Ez a 9. verseny, és 10 országból 36 versenyző indult el.
A tavaly engedélyezett foilokat természetesen tovább fejlesztették, ami mostanra lehetővé tette már, hogy az IMOCA 60-as hajók mondhatni "repüljenek". Egyúttal ezek a szárnyak helyettesítették a schwerteket is, ami azért volt jó, hogy sikerült multifunkcionálisra fejleszteniük, mert a legújabb IMOCA szabályzat szerint legfeljebb 5 kilógás engedélyezett, mely a jelenlegi állapot szerint: 2db foil, 2db kormány, 1db kiel.
| Hajóskapitány    | A vitorláshajó    | Vízrebocsátás ideje/tervező | Idő              |
| ---------------- | ----------------- | --------------------------- | ---------------- |
| Yannick Bestaven | Maitre CoQ IV §   |                             | 80n 3h 44' 46''  |
| Charlie Dalin    | APIVIA §          |                             | 80n 6h 15' 46''  |
| Louis Burton     | BUREAU VALLEE 2 § |                             | 80n 10h 25' 12'' |
| Jean Le Cam      | Yes We Cam!       |                             | 80n 13h 44' 55'' |
|                  |                   |                             |                  |
|                  |                   |                             |                  |
|                  |                   |                             |                  |
|                  |                   |                             |                  |

## Magyarok a Vendée Globeon

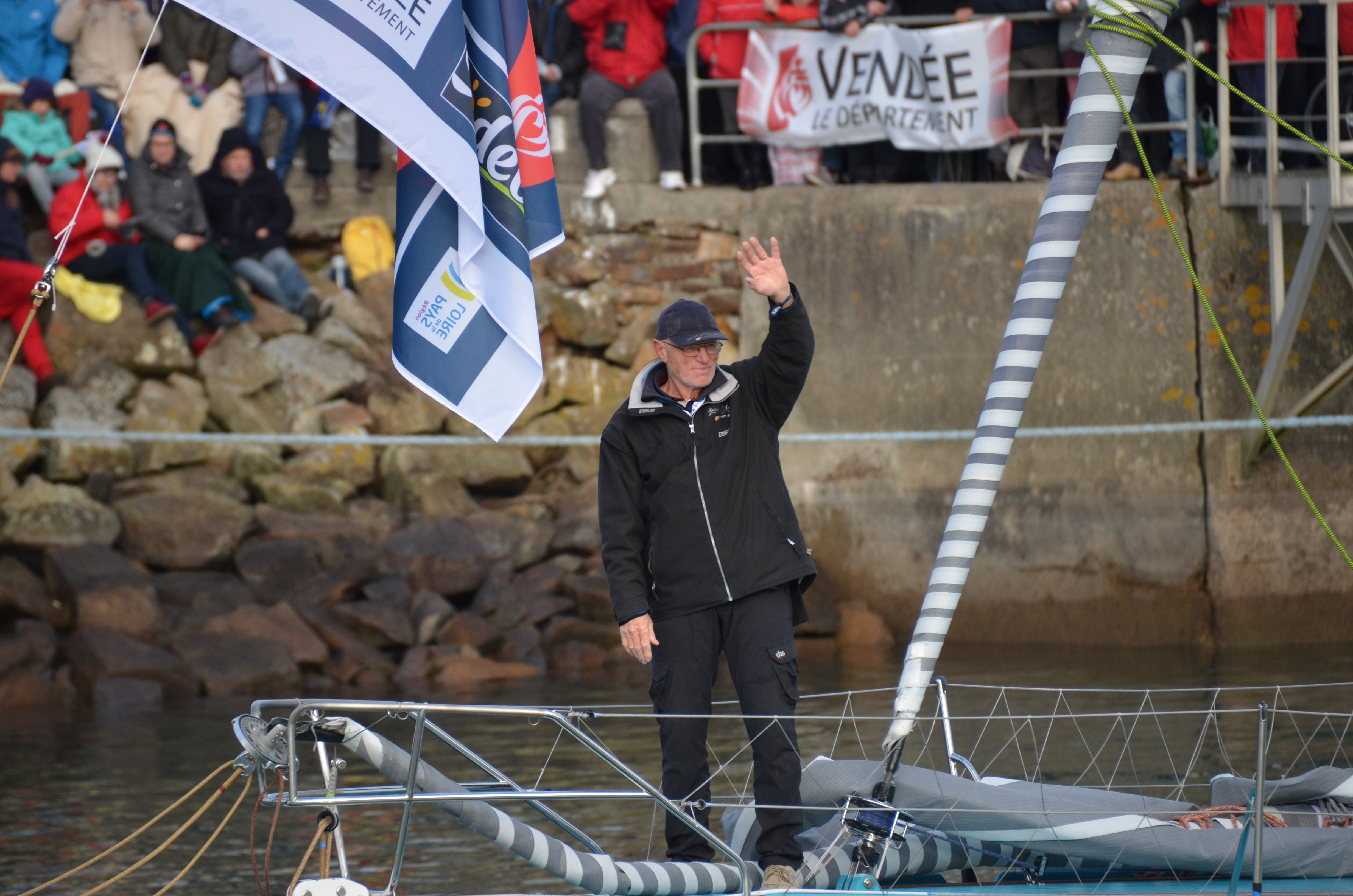
Fa Nándor 63 évesen harmadszor indult el a Vendée Globe 2016-2017 versenyen, a második legidősebb résztvevőként

A verseny különleges, sokat próbált résztvevője Magyarország színeiben Fa Nándor, aki háromszoros Vendée Globe résztvevő.
- Először 1992-93-ban, amikor a legjobb nem francia versenyzőként ötödikként ért célba a "K&H Banque Matáv" nevű hajóval. A távot 128 nap és 16 óra alatt tette meg. A visszaérkezéskor harmincezer érdeklődő várta, köztük mintegy száz magyar újságíró, tv-rádió-stáb és barátok.
- Másodszor 1996-97-ben a "Budapest" nevű hajójával indult. Ekkor már a nemzetközi média a verseny egyik esélyesének kiáltotta ki, azonban balszerencsék sorozata megakadályozta a győzelmet, sőt mi több a verseny teljesítését is. Még a rajt előtt algagátló festés miatt a darun lévő hajó leesett, majd a rajt után még a Vizcayai-öbölben tankerrel ütközött, ami miatt arra kényszerült, hogy visszatérjen az anyakikötőbe javítási munkálatok miatt. A versenyszabályzat azt megengedi, hogy Les Sables d'Olonneba a rajt után maximum tíz napon belül vissza lehet térni, amennyiben probléma lép fel. A munkálatok egy hétig tartottak. Sajnos az újabb elrajtolás sem volt sikeres. Néhány nappal az újabb rajt után a generátorok felmondták a szolgálatot, amit útközben nem sikerült megjavítani, valamint a navigációs műszerek is működésképtelenné váltak, így Fa Nándornak újra vissza kellett fordulnia. A vízen lévő versenyzők ekkora már tetemes előnyt szereztek, így végül feladta a versenyt. Miután a Vizcayai-öbölben uralkodó szélsőséges időjárási körülmények között ütközést szenvedett, feladta a versenyt.
- Harmadszor, 2016-2017-ben, immár 63 évesen a verseny második legidősebb (a legidősebb Rich Wilson a 66 évével) résztvevőjeként a "Spirit of Hungary" hajójával a 8. helyen ért célba 2017. február 8-án, 93 nap, 22 óra, 52 perc, 9 másodperces idővel teljesítve a távot. A célba érése után bejelentette, hogy visszavonul a versenyzéstől.

## További Információk
- Accueil – Vendée Globe 2016-2017, vendeeglobe.org
- Vendée Globe 2016. Philippe Jeantot : “J'ai des regrets, pas de remords”, france3-regions.francetvinfo.fr